# Metatheria
I metateri (Metatheria) sono un clado dei mammiferi di cui i marsupiali (Marsupialia) sono gli unici rappresentanti viventi, diffusi specialmente in Australia e in America del Sud. Nella femmina è quasi sempre presente una tasca addominale, detta marsupio, dove i piccoli, che nascono immaturi a causa della scarsa funzionalità della placenta, vengono allattati e protetti fino al termine dello sviluppo.

## Origine e diffusione
I marsupiali sono presenti nelle Americhe e in Australia, cioè in aree geografiche molto distanti tra loro. Secondo i dati paleontologici, i marsupiali comparvero in Nord America nel Cretaceo medio e, durante il Cretaceo superiore, si diffusero in Sud America, per poi raggiungere l'Australia attraverso l'Antartide che, fino al Terziario inferiore, connetteva ancora queste regioni, come suggerito dalla teoria della tettonica delle placche. In Australia, i primi fossili di marsupiali risalgono all'Eocene.
Sempre nel Terziario, un altro flusso migratorio si diresse dal Nord America verso l'Europa e da qui verso l'Asia e l'Africa, ma, nel Miocene, si verificò un'estinzione che fece scomparire i marsupiali sia nel vecchio continente che nel luogo d'origine. La presenza in Nord America è dovuta ad una migrazione sudamericana nel Pliocene, quando le due Americhe si ricongiunsero con la formazione dell'istmo di Panama.
I fossili non sostengono l'idea che i marsupiali siano una primitiva formazione degli Euteri: entrambi i rami si sono evoluti contemporaneamente nel Mesozoico, dove entrarono in forte competizione. In Australia, gli Euteri autoctoni, alcuni roditori e pipistrelli derivano da migrazioni asiatiche del Pliocene, un periodo molto recente rispetto all'invasione dei marsupiali che, assieme ai monotremi, ne hanno dominato la situazione. L'assenza di competitori ha permesso alle poche forme progenitrici di marsupiali approdati in Australia di divergere liberamente, producendo diverse specie che hanno occupato la maggior parte delle nicchie ecologiche presenti nel territorio. Il risultato è una sorprendente somiglianza tra gli euteri e i marsupiali, dovuta ad un processo di evoluzione convergente, come testimoniato dalle similarità tra il lupo ed il tilacino, tra il gatto marsupiale e la lince, tra la talpa marsupiale e la talpa, tra lo scoiattolo volante e l'opossum volante, tra Smilodon e Thylacosmilus.
I marsupiali sono vivipari, ma la gestazione è brevissima.

## Tassonomia

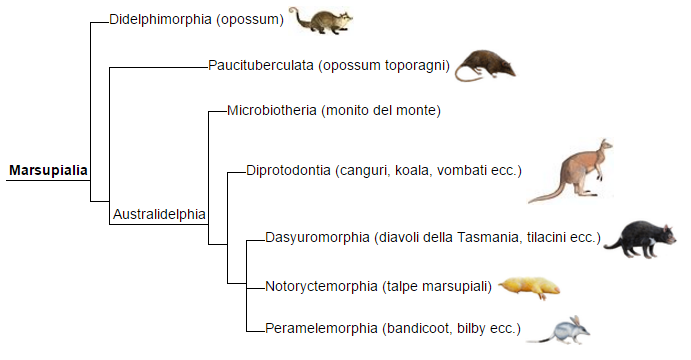
Filogenesi

Si distinguono due principali superordini di Metatheria: gli Ameridelphia (parafiletico) contenente animali che vivono solo in Sud America, e gli Australidelphia che vivono anche in Australasia. L'ordine Microbiotheria (che ha una sola specie: il monito del monte) si trova in Sud America, ma si ritiene molto più vicino agli animali australiani che a quelli americani.
Ci sono molte specie piccole e arboricole in tutti questi gruppi. Quelli in Ameridelphia sono spesso chiamati "opossum", mentre quelli Australidelphia "possum".
Ordine Didelphimorphia
- Famiglia Didelphidae - opossum (63 specie)

Ordine Paucituberculata
- Famiglia Caenolestidae - opossum toporagno (6 specie)

Superordine Australidelphia
- Ordine Microbiotheria (1 specie)
  - Famiglia Microbiotheriidae - monito del monte
- Ordine Dasyuromorphia (73 specie)
  - Famiglia Thylacinidae † - tilacini (conosciuto anche come lupo marsupiale, lupo della Tasmania o tigre della Tasmania).
  - Famiglia Dasyuridae - diavolo tasmaniano, quoll tigre ed altri
  - Famiglia Myrmecobiidae - numbat
- Ordine Peramelemorphia (21 specie)
  - Famiglia Peramelidae - bandicoots
  - Famiglia Thylacomyidae -bilby
  - Famiglia Chaeropodidae †
- Ordine Notoryctemorphia (2 specie)
  - Famiglia Notoryctidae - talpe marsupiali
- Ordine Diprotodontia (117 specie)
  - Famiglia Phascolarctidae - koala
  - Famiglia Vombatidae - vombato
  - Famiglia Phalangeridae - possum
  - Famiglia Burramyidae-opossum pigmei
  - Famiglia Tarsipedidae - opossum del miele
  - Famiglia Petauridae - scoiattoli volanti marsupiali
  - Famiglia Pseudocheiridae-petauro maggiore e coda ad anelli
  - Famiglia Potoroidae - potoroo e bettonge
  - Famiglia Acrobatidae - acrobati
  - Famiglia Hypsiprymnodontidae - ratto canguro muschiato
  - Famiglia Macropodidae: canguro, wallaby, e altri.

Incertae sedis
- Famiglia Numbigilgidae †